# Värmlands Hemslöjd
Värmlands Hemslöjd var en ideell förening i Värmland som bildades 1907, och upphörde 1986.

## Historia
1903 hölls en utställning av hemslöjd i Karlstad, av Värmlands hushållningssällskap som då firade 100 år. Denna fick kritik för brist på kvalité och som en reaktion startades föreningen Värmlands hemslöjd (officiellt 1907). Värmlands Hemslöjd drev under 1900-talet butik, genomförde inventeringar av hemslöjd i bygderna och visade upp material på flera utställningar i Värmland och på andra platser. Det anordnades också kurser, föredrag, stipendier och studiebesök till förmån får Värmländsk hemslöjd och slöjdande.
Slöjden såldes till en början i Eva Virströms butik, och föreningen öppnade ett magasin 1911. Värmlands Hemslöjd fick en lokal av Karlstad stad på Lilla Wåxnäs gård 1928. På 1950-talet hade rörelsen butiker i Karlstad med filialer i Filipstad och Säffle.
1934 bildades Dräktrådet som supporterar hembygdsföreningarna med framtagandet av lokala bygdedräkter.
Värmlands hemslöjd övergick 1986 till en ideell förening Länshemslöjsföreningen i Värmland, man skapade varumärket Utmärkt värmländsk slöjd med start 1997, efter att “nya Värmlands Hemslöjd” satts i konkurs 1993 och bl.a. sålt av sitt materiallager till Länshemslöjsföreningen. Arkivexemplaren för bygdedräkterna hade då redan tagits över av Värmlands museum.

## Hemslöjd som har varit av intresse för Värmlands hemslöjd
- Dalbyvanten
- Rosryan
- Treskaftskypert
- Damast

## Personer med anknytning till Värmlands Hemslöjd
- Mauritz Tisell, första ordförande från 1907
- Eva Virström, första butiksföreståndare, från 1907
- Gerda Almström, första föreståndare för magasinet, från 1911
- Gerda Melin, direktris 1919-1928
- Gerda Jansson, hemslöjdschef/föreståndarinna 1928–1953
- Jan Lindeberg, hemslöjdsföreståndare 1953–1955
- Anna-Greta Påhlman, hemslöjdschef 1955–1980
- Marie-Louise Lind, hemslöjdschef 1980–1983, 1985–1988
- Eivor Bäckman, allt i allo från 1959, hemslöjdschef 1988–slutet
- Stina Johansson, sista ordförande i den kommersiella föreningen Värmlands Hemslöjd 1983–1990
- Eva Ljungkvist, första hemslöjdskonsulenten 1949–1959 (övergick till statens första hemslöjdskonsulent)
- Elisabet Jacks-Svantesson, hemslöjdskonsulent 1959–1994
- Carina Olsson, nuvarande hemslöjdskonsulent på Region Värmland
- Gunnar Anders, gemensam konsulent för den "manliga slöjden" under 1940-talet
- Gerda Jansson, vävlärarinna
- Tullan Örum, vävlärarinna 1930–1944
- Inger Wallon Olsson, vävlärarinna 1944–1950 (verksamheten med utlärning av vävning togs då över av hemslöjdskonsulten)
- Ethel Halvar-Andersson, textilkonstnär
- Anna Wettergren-Behm, textilkonstnär
- Oskar Jonsson, träkonstnär
- Carl Widlund, vävare